# Ye (Chine)
Pour les articles homonymes, voir Yè.

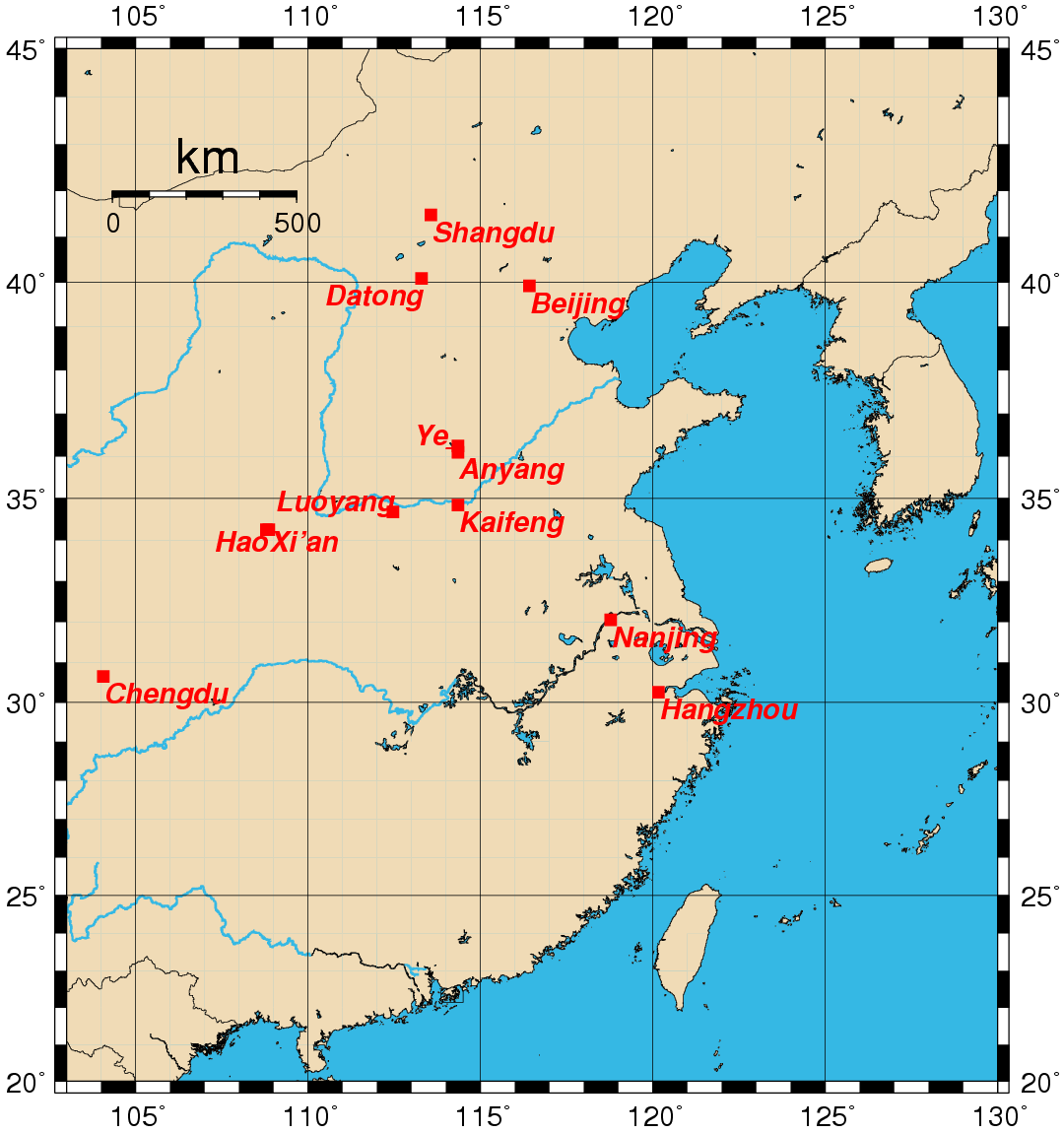
ancienne carte représentant Ye

Ye (Chinois: 鄴 ; pinyin : Yè), également connue sous les noms de Yejun ou de Jizhou, était une ville de Chine ancienne située dans la province de Ji. Aujourd'hui son site archéologique se situe dans le district d'Anyang de la province du Henan, entre les villes d'Anyang et de Cixian, tout près de la frontière de la province du Hebei.
Elle fut érigée durant la période des Printemps et Automnes sous le règne du souverain Qi Huan Gong. Vers la fin de la dynastie Han, elle fut le quartier général de Yuan Shao, alors puissant seigneur de guerre, puis celui de Cao Cao à partir de l'an 204. Ce dernier y construisit d'ailleurs sa fameuse Tour de l'Oiseau de Bronze. Stratégiquement importante, elle fut également la capitale des dynasties Qi du Nord et des Wei Orientaux, deux dynasties du Nord, lors de la période dite des Dynasties du Nord et du Sud.
Récemment, de vastes fouilles archéologiques ont été faites sur les ruines de la ville et des historiens chinois ont pu reproduire des plans détaillés du site.